# Tolbrug (Belfeld)
De Tolbrug is een brug voor fietsers en voetgangers over de A73 in Belfeld, in de Nederlandse gemeente Venlo. Het viaduct verbindt de Oude Tolweg met de Maalbekerweg.
De brug is in 2011-2012 aangelegd op verzoek van de Belfeldse bevolking, omdat zij hierdoor een snellere route naar de andere zijde van de snelweg kregen. De naam van de brug is gekozen door de Dorpsraad Belfeld.
Van 1895 tot 1922 was er een tolweg tussen de Oude Tolweg via Maalbeek naar Kaldenkerken.